# Canariola quinonesi
Canariola quinonesi is een rechtvleugelig insect uit de familie sabelsprinkhanen (Tettigoniidae). De wetenschappelijke naam van deze soort is voor het eerst geldig gepubliceerd in 2010 door Llucià-Pomares & Iñiguez Yarza.
1. ↑  (en) Canariola quinonesi op de IUCN Red List of Threatened Species.